# رودريغو بارانا
رودريغو بارانا (25 يناير 1987 في البرازيل – )؛ هو لاعب كرة قدم سابق كان يلعب كمهاجم.

## وصلات خارجية
- رودريغو بارانا على موقع رابطة كرة القدم اليابانية للمحترفين (اليابانية)
- رودريغو بارانا على موقع دوري كوريا الجنوبية (الإنجليزية)
- رودريغو بارانا على موقع قاعدة بيانات كرة القدم.إي يو (الإنجليزية)
- رودريغو بارانا على موقع Soccerway.com (الإنجليزية)